# 文法的
| ウィキペディアには「文法的」という見出しの百科事典記事はありません（タイトルに「文法的」を含むページの一覧/「文法的」で始まるページの一覧）。 代わりにウィクショナリーのページ「文法的」が役に立つかもしれません。 |